# Life as We Know It (filme)
Life as We Know It (bra: Juntos pelo Acaso; prt: É a Vida!) é um filme de comédia romântica e comédia dramática dirigido pelo Greg Berlanti e tendo atuação de Katherine Heigl e Josh Duhamel que, após um encontro desastro, são obrigados a tomarem conta da filha bebê de um casal de amigos após a mesma ficar órfã. A história é muito similar ao do telefilme Raising Waylon (2004) com a diferença de que a criança era pré-adolescente. O filme foi lançado em outubro de 2010 em vários países.
As filmagens ocorreram no local, em uma casa na rica área de Buckhead, em Atlanta. A padaria de Holly Berenson foi retratada na Belly General Store em Virginia–Highland, um bairro centenário de estilo bangalô com vários aglomerados históricos de varejo de pequena escala, a poucos quilômetros a nordeste do centro de Atlanta. Cenas do local de trabalho de Eric foram filmadas na Turner Broadcasting System (TBS), na Techwood Drive, em Atlanta. As filmagens também ocorreram na Philips Arena.
Apesar de ter sido um fracasso crítico, o filme teve sucesso nas bilheterias, arrecadando mais de US$105 milhões em todo o mundo em um orçamento de US$38 milhões.

## Enredo
Holly Berenson é a dona de uma pequena padaria em Atlanta, e Eric Messer, conhecido como "Messer", é um diretor esportivo técnico para a TV Atlanta Hawks. Seus melhores amigos Peter e Alison Novak configurá-los em um encontro às cegas que corre terrivelmente mal, e resulta em um odiando ao outro. À medida que os anos passam, Peter e Alison se casam, e têm uma menina chamada Sophie Christina, e selecione Holly e Eric como padrinhos de Sophie. Eles se tornaram amigos, mas ainda provocam brincadeiras uns com os outros. Após o primeiro aniversário de Sophie, Peter e Alison morrem em um acidente de carro. Holly e Messer descobrem que no testamentos de seus amigos, eles foram nomeados guardiães conjuntos de Sophie. Holly e Messer devem colocar suas diferenças de lado e se mudar para a casa de Sophie para cuidar dela. Viverem juntos revela-se uma luta. Uma noite, Holly deixa Sophie com Messer enquanto ela abrange um trabalho de restauração importante - a mesma noite em que ele é dado a oportunidade de dirigir um grande jogo de basquete. Messer leva Sophie para o jogo, mas ela constantemente o distrai com o seu choro. Quando chega em casa, Messer e Holly discutem, mas depois eles fazem as pazes.
Holly conhece Sam, o pediatra de Sophie, e encontra-se atraída por ele. Eles marcam um encontro, que é interrompido quando Messer chama para dizer a Sam que Sophie tem uma febre alta. Sam e Holly vão para o hospital, e Messer vê Holly beijar Sam. Enquanto os dois guardiões continuam a cuidar de Sophie, eles descobrem que criar um filho é muito mais caro do que eles esperavam, e Holly já não pode dar ao luxo de implementar seus planos para expandir o seu negócio. Messer se oferece para investir em sua empresa, e eventualmente, Holly concorda. Para fortalecer o novo relacionamento, eles decidem ir a um encontro. Eles acabam fazendo sexo e começam a desenvolver sentimentos um pelo outro. A assistente social, que já aconselhou-os a não se envolver, diz que eles devem fazer um compromisso firme ou interromper. Messer recebe uma oferta de emprego em Phoenix, Arizona, e ele considera seriamente, como tem sido seu sonho por vários anos, mas não discuti-lo com Holly. Holly está chateada quando ela descobre e diz a ele para assumir o cargo, acusando-o de procurar uma saída para afastar-se de Sophie. Messer vai para Phoenix.
No dia de Ação de Graças Messer retorna para Atlanta, na esperança de acertar as coisas com Holly (que está hospedando um grande jantar para vizinhos e amigos), mas a encontra em um relacionamento com Sam. Messer e Holly argumentam, porque Sam menciona Holly está a planejar vender a casa em breve, uma vez que é muito cara para manter. Messer insiste que foi o desejo de Peter e Alison que Sophie fosse criada em sua casa por eles em conjunto. Holly consistentemente acusa Messer de abandoná-la e Sophie, enquanto Messer aponta como rapidamente ela o substituiu. Messer diz a ela que a ama, mas deixa o jantar, planejando voltar para Phoenix. Uma vez a sós com Holly, Sam diz que se ele e sua ex-mulher tinha lutado na forma que Messer e Holly fez, eles ainda estariam juntos. Ele diz para Holly que é óbvio que ela precisa trabalhar seus sentimentos por Messer. A assistente social vem para a última nomeação para determinar se Holly e Messer são pais de Sophie. Holly percebe que ela não pode cuidar de Sophie sem Messer, e que ela o ama. Ela e Sophie vão para o aeroporto com a assistente social. Holly corre para comprar bilhetes para todos os três para ter acesso ao portão de embarque, mas ao chegar no portão, elas acham que perderam o vôo de Messer, que partiu. Ela volta para casa decepcionada. Para sua surpresa, ela o encontra sentado lá dentro. Ele diz a ela que ele se deu conta de que Peter e Alison os escolheram para ser guardiães de Sophie, porque juntos, eles são uma família.
Na segunda festa de aniversário de Sophie, todos os vizinhos e amigos estão presentes. Holly fez uma exibição elaborada para Sophie, bem como um outro bolo com o número 1 nele. Quando Messer pergunta para quem é o bolo, ela diz, "É para nós, porque nós fizemo-lo de um ano." Eles se beijam. Os convidados cantam "Feliz Aniversário" para Sophie.

## Elenco
- Katherine Heigl como Holly Berenson
- Josh Duhamel como Eric Messer
- Josh Lucas como Dr. Sam Nelson
- Hayes MacArthur como Peter Novak
- Christina Hendricks como Alison Novak
- Jessica St. Clair como Beth
- Melissa McCarthy como DeeDee
- Sarah Burns como Janine Groff
- Britt Flatmo como Amy
- Faizon Love como Walter
- Will Sasso como Josh
- DeRay Davis como Lonnie
- Wilbur Fitzgerald como pai de Peter
- Jean Smart como mãe de Holly (sem créditos)
- Brooke, Brynn e Alexis Clagett (trigêmeas Clagett) como Sophie Christina Novak
  - Brooke e Kiley Liddell como Sophie mais velha
- Markus Flanagan como Chef Phillipe
- Kumail Nanjiani como Simon

## Recepção
O Metacritic, que usa uma média ponderada, atribuiu ao filme uma pontuação de 39 em 100, baseado em 31 críticos, indicando críticas "geralmente desfavoráveis". No site agregador de críticas Rotten Tomatoes, 28% das 145 resenhas dos críticos são positivas. O consenso diz que "Katherine Heigl e Josh Duhamel fazem um casal encantador, com muita química, mas isso não é suficiente para compensar (...) que é uma trama estereotipada e com roteiro mal escrito".